# كريستوفر فيني
كريستوفر فيني (بالإنجليزية: Christopher Finney)‏ هو عسكري بريطاني، ولد في 23 مايو 1984 في إقليم بروكسل العاصمة في بلجيكا.